# Pachyiulus comatus
Pachyiulus comatus är en mångfotingart som beskrevs av Carl Graf Attems 1899. Pachyiulus comatus ingår i släktet Pachyiulus och familjen kejsardubbelfotingar. Inga underarter finns listade i Catalogue of Life.